# Genocidio (Derecho español)
En España, el genocidio es un delito tipificado expresamente desde 1971 en el Código Penal. Está basado en la Convención para la Prevención y la Sanción del Delito de Genocidio, adoptada por la resolución 260 de la Asamblea General de las Naciones Unidas el 9 de diciembre de 1948. La competencia para juzgar este tipo de delitos corresponde a los tribunales del orden penal.
Durante un tiempo, esta competencia se extendía a hechos ocurridos en cualquier parte del mundo aunque no tuvieran conexión con España, en aplicación del Principio de Justicia Universal. Sin embargo, en 2009 el Congreso acometió la reforma de la Ley Orgánica del Poder Judicial, limitando su alcance a casos en que esté acreditado que los presuntos responsables de los hechos estén en territorio español, que existan víctimas de nacionalidad española o que se constate que exista algún vínculo de conexión relevante con España y, además, que en otro país competente o en el seno de un Tribunal internacional no se haya iniciado procedimiento que suponga una investigación y una persecución efectiva de tales hechos. Antes de la reforma, se tramitaron casos de genocidio cometidos en Argentina, Chile y Guatemala.
Las denuncias sobre genocidio cometido en España se refieren a episodios de la guerra civil española y la represión de posguerra, y se han encontrado con diversos obstáculos jurídicos, como el propio tipo penal del genocidio, el fallecimiento de los responsables, la prescripción, la irretroactividad de las normas penales desfavorables, el principio de legalidad y la Ley de Amnistía de 1977, que impide juzgar algunos hechos acaecidos antes de 1977. Varios organismos internacionales de protección de los derechos humanos y las organizaciones Human Rights Watch y Amnistía Internacional han solicitado al Gobierno de España la derogación de la citada ley, al considerarla incompatible con el Derecho internacional, pues impide juzgar delitos considerados imprescriptibles.

## Historia

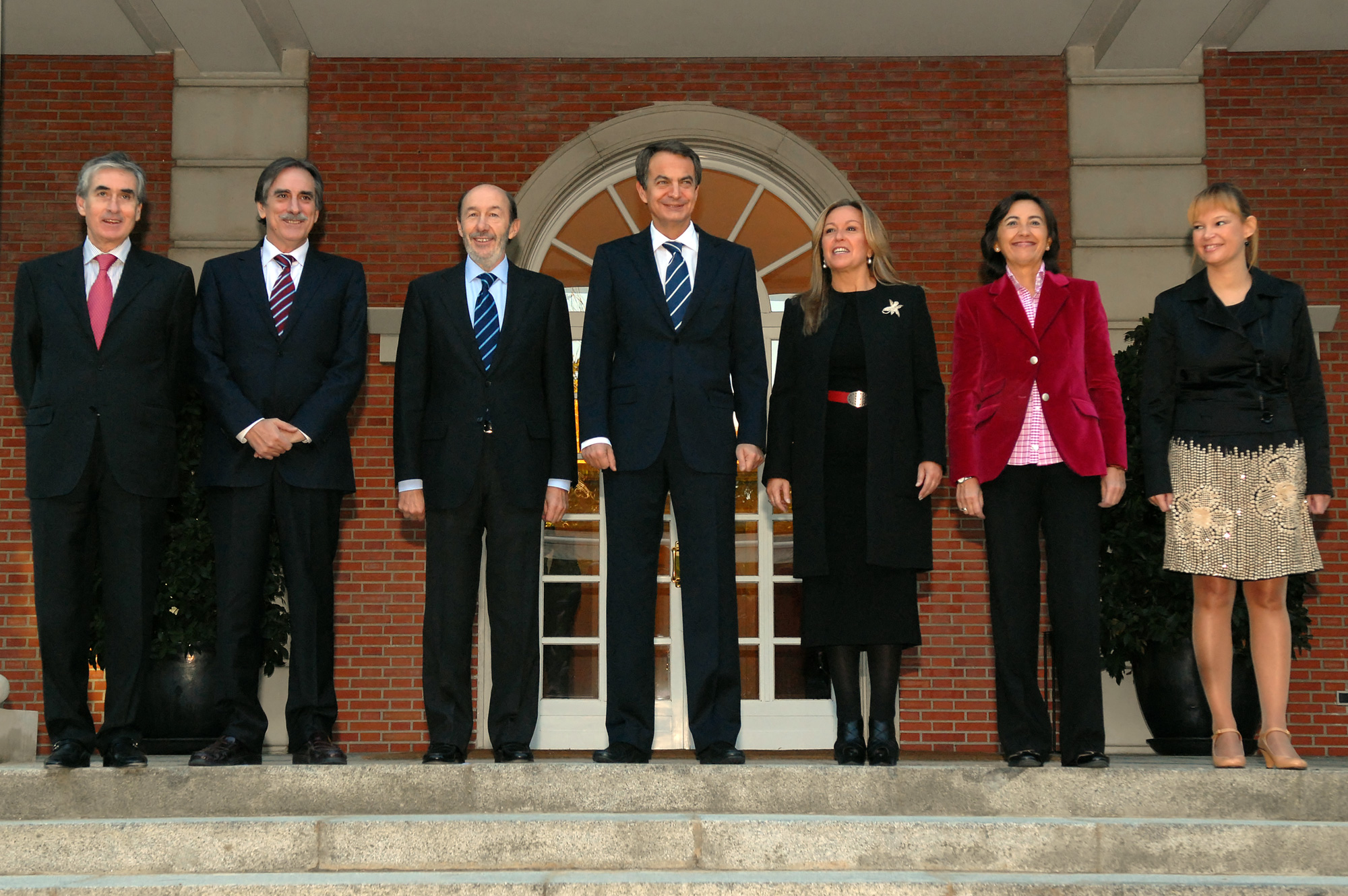
José Luis Rodríguez Zapatero en 2010. Bajo su presidencia se amplió el concepto de genocidio para proteger a los discapacitados

España se adhirió a la Convención para la Prevención y la Sanción del Delito de Genocidio el 13 de septiembre de 1968, gesto que fue ratificado en el BOE de 8 de febrero de 1969. En 1971, a través de la ley 44/1971 de 15 de noviembre sobre reforma del Código Penal, se tipificaron en el artículo 137 bis las conductas que perseguía dicho fin: la eliminación, de forma total o parcial, de un grupo nacional, étnico, racial o religioso.
El citado artículo 137 bis del anterior Código Penal, fue modificado, a causa de su ambigüedad, a propuesta de José María Robles Fraga por la Ley Orgánica 4/1995 de 11 de mayo, en la que se incorporaron dos nuevos artículos, con el objeto de tipificar la apología del genocidio, que pasó de ser considerado una forma de provocación a un tipo de delito autónomo.
Al año siguiente, mediante la Ley Orgánica 10/1995 impulsada por el entonces ministro de Justicia e Interior Juan Alberto Belloch, entró en vigor un nuevo Código Penal que mantuvo la tipificación del delito de genocidio en su artículo 607 en términos similares a los del texto anterior.
Sin embargo, el Tribunal Constitucional, en sentencia de 7 de noviembre de 2007 dictada por la presentación de una cuestión de inconstitucionalidad por la Audiencia Provincial de Barcelona, consideró inconstitucional la penalización de la negación de los delitos de genocidio por atentar contra el derecho fundamental a la libertad de expresión, tal como es concebida por la jurisprudencia del Tribunal Europeo de Derechos Humanos. Muchos tratadistas de Derecho Penal ya se habían pronunciado en contra de penalizar la negación de delitos de genocidio.
Mediante la Ley Orgánica 5/2010 se efectuó una modificación del citado artículo para extender la consideración de genocidio también a las conductas que persigan la eliminación de un grupo "determinado por la discapacidad de sus integrantes", supuesto no contemplado por la Convención para la Prevención y la Sanción del Delito de Genocidio. De esta forma se amplia la protección a colectivos de discapacitados físicos, psíquicos o sensoriales.

## Texto legal
El texto legal se encuentra en el Código Penal, Libro II, Título XXIV: Delitos contra la Comunidad Internacional.

Capítulo II, Delitos de genocidio - Artículo 607:

1. Los que, con propósito de destruir total o parcialmente a un grupo nacional, étnico, racial, religioso o determinado por la discapacidad de sus integrantes, perpetraren alguno de los actos siguientes, serán castigados:
1) Con la pena de prisión de quince a veinte años, si mataran a alguno de sus miembros.
Si concurrieran en el hecho dos o más circunstancias agravantes, se impondrá la pena superior en grado.
2) Con la prisión de quince a veinte años, si agredieran sexualmente a alguno de sus miembros o produjeran alguna de las lesiones previstas en el artículo 149.
3) Con la prisión de ocho a quince años, si sometieran al grupo o a cualquiera de sus individuos a condiciones de existencia que pongan en peligro su vida o perturben gravemente su salud, o cuando les produjeran algunas de las lesiones previstas en el artículo 150.
4) Con la misma pena, si llevaran a cabo desplazamientos forzosos del grupo o sus miembros, adoptaran cualquier medida que tienda a impedir su género de vida o reproducción, o bien trasladaran por la fuerza individuos de un grupo a otro.
5) Con la de prisión de cuatro a ocho años, si produjeran cualquier otra lesión distinta de las señaladas en los números 2. y 3. de este apartado.
2. La difusión por cualquier medio de ideas o doctrinas que [nieguen o] justifiquen los delitos tipificados en el apartado anterior de este artículo, o pretendan la rehabilitación de regímenes o instituciones que amparen prácticas generadoras de los mismos, se castigará con la pena de prisión de uno a dos años.

Las palabras del apartado 2 situadas entre corchetes y en cursiva fueron declaradas inconstitucionales y anuladas por la Sentencia del Tribunal Constitucional 235/2007 de 7 de noviembre de 2007.

## Reforma de 2009
Al amparo del Principio de Justicia Universal (vigente entonces en el ordenamiento jurídico español para este tipo de delitos), por el cual un país tiene capacidad para procesar y juzgar a todo delincuente, cualquiera que sea su nacionalidad y el lugar de ejecución del delito, fueron presentadas denuncias ante la Audiencia Nacional por presuntos casos de genocidio contra Israel por el conflicto de la Franja de Gaza de 2008-2009; Estados Unidos por el centro de detención de Guantánamo y los vuelos de la CIA; China, por el caso del Tíbet y la persecución del Falun Gong; la Junta Militar de Birmania por la represión de las protestas de 2007; la Junta Militar hutu de Ruanda por el genocidio ruandés y los nazis, entre otros.
Estas denuncias colocaron al gobierno español en una delicada situación en sus relaciones internacionales, por lo que en octubre de 2009 el Parlamento aprobó una reforma de la Ley Orgánica 6/1985 del Poder Judicial limitando el alcance del Principio de Justicia Universal. Dicha reforma establecía que los apartados 4 y 5 del artículo 23 de la citada ley quedaran redactados de la forma siguiente:

4. Igualmente, será competente la jurisdicción española para conocer de los hechos cometidos por españoles o extranjeros fuera del territorio nacional susceptibles de tipificarse, según la ley española, como alguno de los siguientes delitos:
a) Genocidio y lesa humanidad.
(...)
Sin perjuicio de lo que pudieran disponer los tratados y convenios internacionales suscritos por España, para que puedan conocer los Tribunales españoles de los anteriores delitos deberá quedar acreditado que sus presuntos responsables se encuentran en España o que existen víctimas de nacionalidad española, o constatarse algún vínculo de conexión relevante con España y, en todo caso, que en otro país competente o en el seno de un Tribunal internacional no se ha iniciado procedimiento que suponga una investigación y una persecución efectiva, en su caso, de tales hechos punibles.
El proceso penal iniciado ante la jurisdicción española se sobreseerá provisionalmente cuando quede constancia del comienzo de otro proceso sobre los hechos denunciados en el país o por el Tribunal a los que se refiere el párrafo anterior.
5. Si se tramitara causa penal en España por los supuestos regulados en los anteriores apartados 3 y 4, será en todo caso de aplicación lo dispuesto en la letra c) del apartado 2 del presente artículo.

La reforma recibió el rechazo y la crítica de diferentes organizaciones de derechos humanos.

## Casos tramitados
Los primeros procesos abiertos en España por crímenes internacionales fueron los procesos judiciales por genocidio, terrorismo de Estado y torturas iniciados en los Juzgados Centrales de Instrucción n.º 5 y 6 de la Audiencia Nacional, en los sumarios abiertos a raíz de los hechos cometidos durante las dictaduras argentina y chilena.

### Argentina
En 1996, el Juzgado n.º 5 de la Audiencia Nacional española inició una investigación por los delitos de terrorismo y genocidio contra españoles durante la dictadura militar en Argentina. En estas causas se encontraban imputados decenas de represores argentinos para los que se solicitó extradición. En ese marco, en 2005 fue condenado el militar Adolfo Scilingo a 640 años de prisión, si bien no por un delito de genocidio sino de lesa humanidad. El 1 de octubre de 2007, el Tribunal Supremo anuló la sentencia al estimar parcialmente sendos recursos de Scilingo y de una acusación. El Tribunal Supremo condenó a Scilingo por múltiples delitos de asesinato y detención ilegal.
En 1997 el juez Baltasar Garzón solicitó la detención y extradición de 45 militares argentinos y un civil a quienes procesó por genocidio, terrorismo de Estado y torturas de presos políticos durante el régimen de facto que gobernó en Argentina entre 1976 y 1983, incluyendo al almirante Jorge Isaac Anaya. La solicitud fue rechazada por el gobierno argentino alegando el principio de territorialidad.
El 27 de julio de 2003 el presidente Néstor Kirchner mediante el Decreto 420/03 modificó el criterio de rechazo de las extradiciones sustentado hasta ese momento ordenando «obligatoriedad del trámite judicial» solicitado por la Justicia española, y abriendo así el camino a la extradición efectiva de los militares requeridos.
En agosto de 2003 el gobierno de José María Aznar paralizó el proceso de solicitud de extradiciones por crímenes cometidos durante la dictadura en Argentina. Esta decisión fue anulada por el Tribunal Supremo de España en 2005, ordenando continuar adelante con las extradiciones solicitadas por Garzón.
Garzón logró también la extradición a España del excapitán de corbeta Ricardo Cavallo, quien se desempeñó en la ESMA. Durante varios años se desarrolló una fuerte lucha judicial para evitar que pudiera ser juzgado en España, sosteniendo la defensa que debía ser enjuiciado en su país. En diciembre de 2005, la justicia española decidió que Cavallo sería enjuiciado en Argentina, pero el Tribunal Supremo revocó su regreso en julio de 2007. La Fiscalía pidió una pena mínima de 13.332 años de cárcel para Cavallo por genocidio, que fue también juzgado en Argentina y condenado en 2011 a cadena perpetua por la comisión de múltiples delitos de detención ilegal, tortura y homicidio, pero no por genocidio.

### Chile

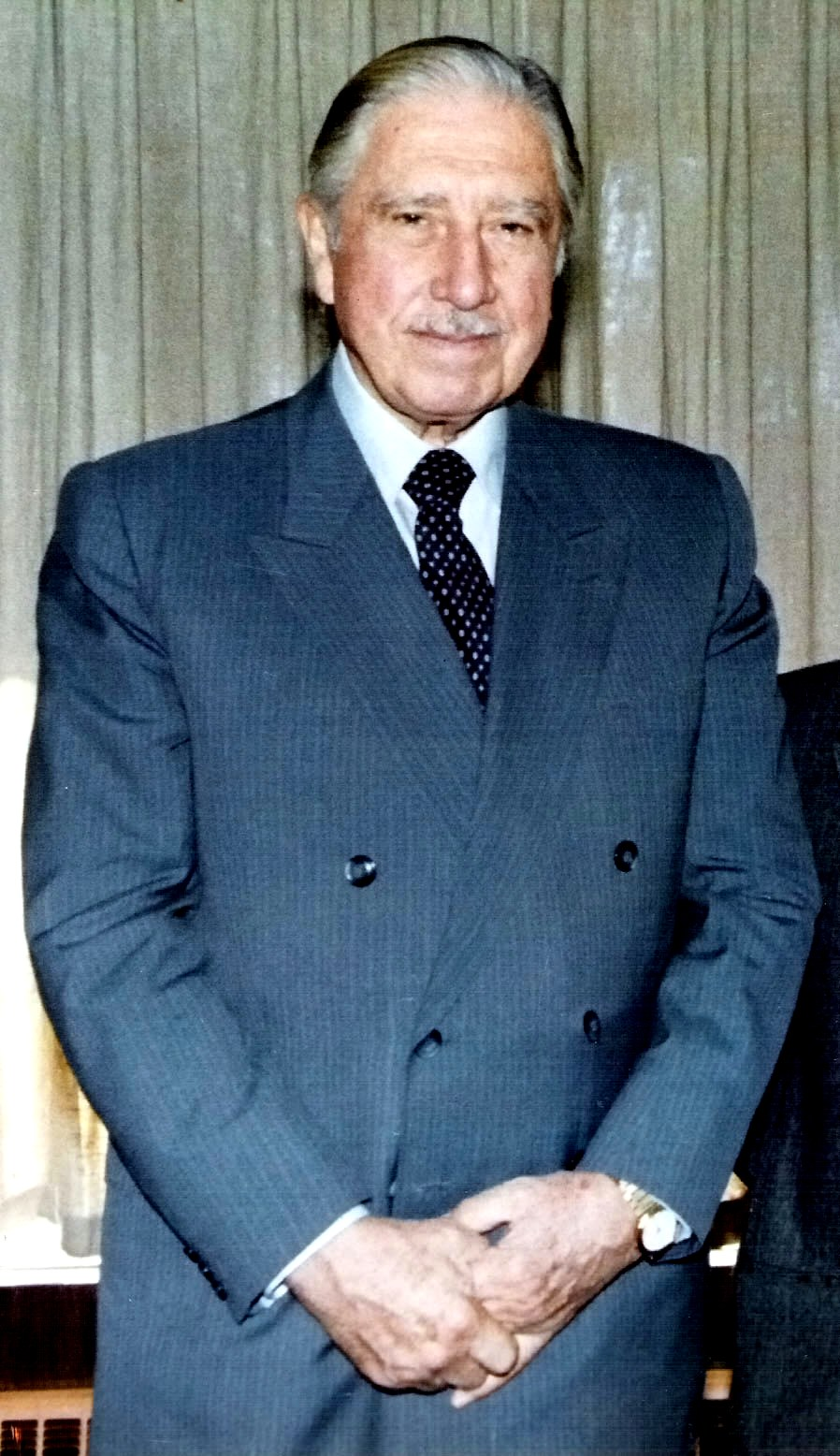
Pinochet a principios de los años '90

El 10 de octubre de 1998, el Juzgado del que era titular Baltasar Garzón acordó la imputación del general Augusto Pinochet, quien encabezó un golpe de Estado en Chile en 1973 y, posteriormente, lideró el régimen militar que gobernó el país hasta 1990. Además de concretos delitos de detenciones ilegales, torturas, desapariciones forzadas y asesinatos, algunas de cuyas víctimas eran ciudadanos españoles, Garzón imputó a Pinochet sendos presuntos delitos de terrorismo y genocidio. Pinochet se encontraba en Londres recibiendo tratamiento médico especializado. La orden internacional de detención dictada por Garzón hizo que las autoridades británicas detuvieran al antiguo dictador y acordaran su arresto domiciliario.
Se inició así un largo y complejo procedimiento judicial relativo a la procedencia de la extradición de Pinochet a España. El proceso colocó en una delicada situación diplomática a los gobiernos del Reino Unido, España y Chile. La autoridad judicial rechazó que la inmunidad alegada por la defensa de Pinochet le amparara frente a acusaciones de graves delitos regulados internacionalmente. Sin embargo, la Cámara de los Lores consideró que no podía ser extraditado para ser procesado por los eventuales crímenes cometidos antes de 1988, año en que entró en vigor la Ley de Justicia Penal. Aun así, puesto que el antiguo dictador había sido también imputado por varios delitos cometidos tras esa fecha, el proceso siguió adelante con una larga sucesión de recursos y recusaciones, ocupando las primeras planas de la prensa mundial.
Finalmente, la defensa alegó que Pinochet se encontraba en un delicado estado de salud que le incapacitaba para ser enjuiciado. Tras la práctica de pruebas médicas, Jack Straw, ministro británico del Interior, resolvió que el General no podría afrontar un juicio y que no tenía sentido continuar con el proceso de extradición, acordando su puesta en libertad. Pinochet subió en silla de ruedas a un avión que le conduciría hasta Chile. El 3 de marzo de 2000, el antiguo dictador regresó a Chile y descendió del avión por su propio pie, gesto que fue recibido con entusiasmo por sus partidarios allí presentes. Pinochet moriría el 10 de diciembre de 2006 sin haber sido condenado por ningún delito.

### Caso Paracuellos

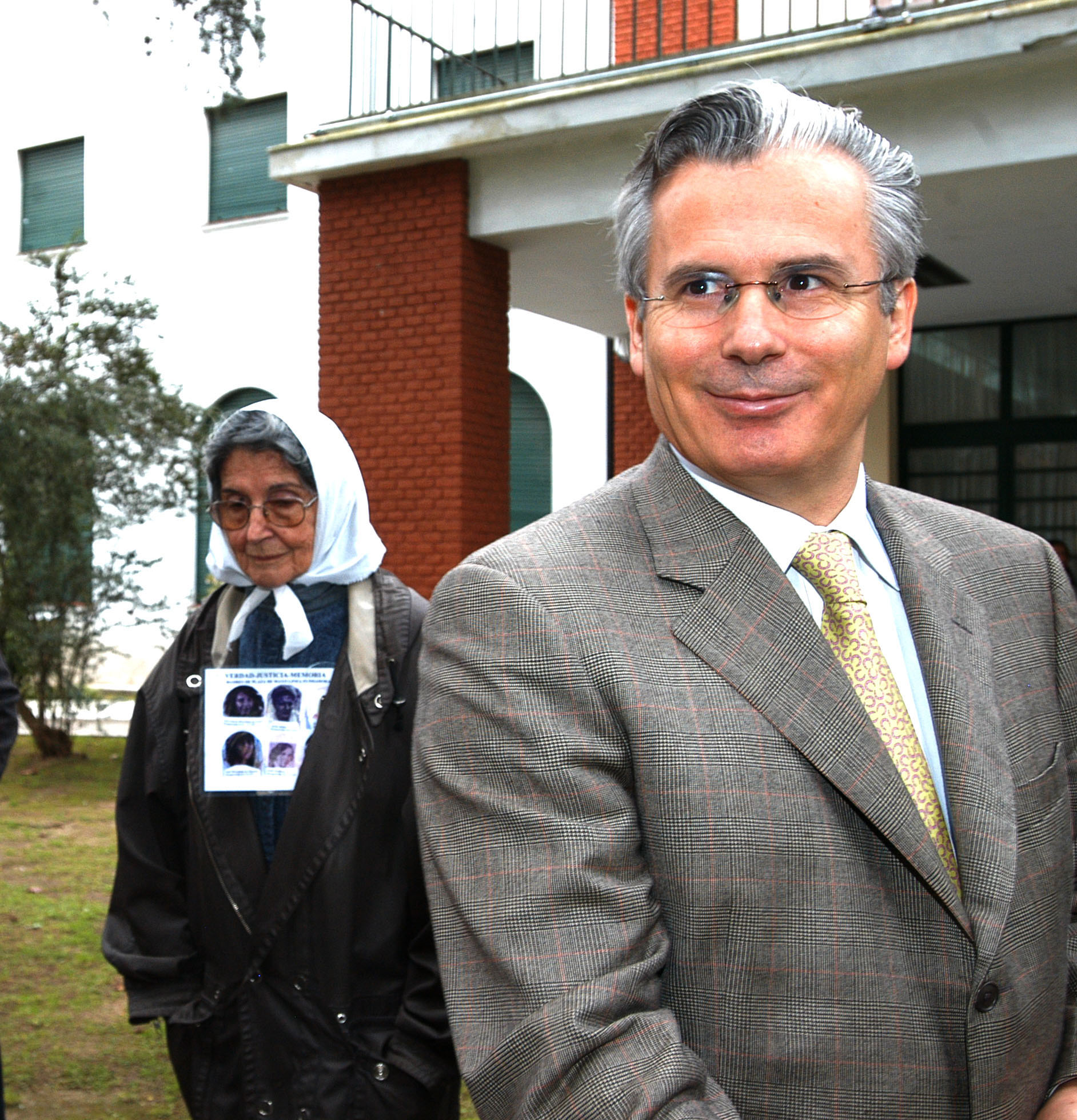
El juez Baltasar Garzón durante una visita a la Escuela de Mecánica de la Armada, que fue utilizada como centro de detención y tortura durante la dictadura militar en Argentina. Garzón se ha visto involucrado en las dos denuncias por genocidio presentadas en relación a la Guerra Civil Española y posguerra: los casos de Paracuellos y la represión franquista.

En 1998, al amparo del proceso emprendido en España contra el exdictador chileno Augusto Pinochet, la Asociación de Familiares y Amigos de Víctimas del Genocidio de Paracuellos del Jarama, presentó una querella ante la Audiencia Nacional contra Santiago Carrillo, el PCE, el PSOE, la Comunidad de Madrid y el Estado español por delitos de genocidio, torturas y terrorismo. Los hechos a que se refería son conocidos como matanzas de Paracuellos, una serie de episodios de asesinatos masivos organizados durante la batalla de Madrid, en el transcurso de la guerra civil española, y que llevaron a la muerte de varios miles de presos considerados opuestos al bando republicano. 
El juez Baltasar Garzón rechazó de plano la querella alegando la «mala fe procesal» y «abuso del derecho» por parte de los querellantes, por lo que no admitió recurso alguno contra la resolución. Según Garzón, los preceptos jurídicos alegados eran inaplicables en el tiempo y en el espacio, en el fondo y en la forma a los hechos relatados en el escrito, y su cita quebrantaba absolutamente las normas más elementales de retroactividad y tipicidad.

### Causa contra el franquismo

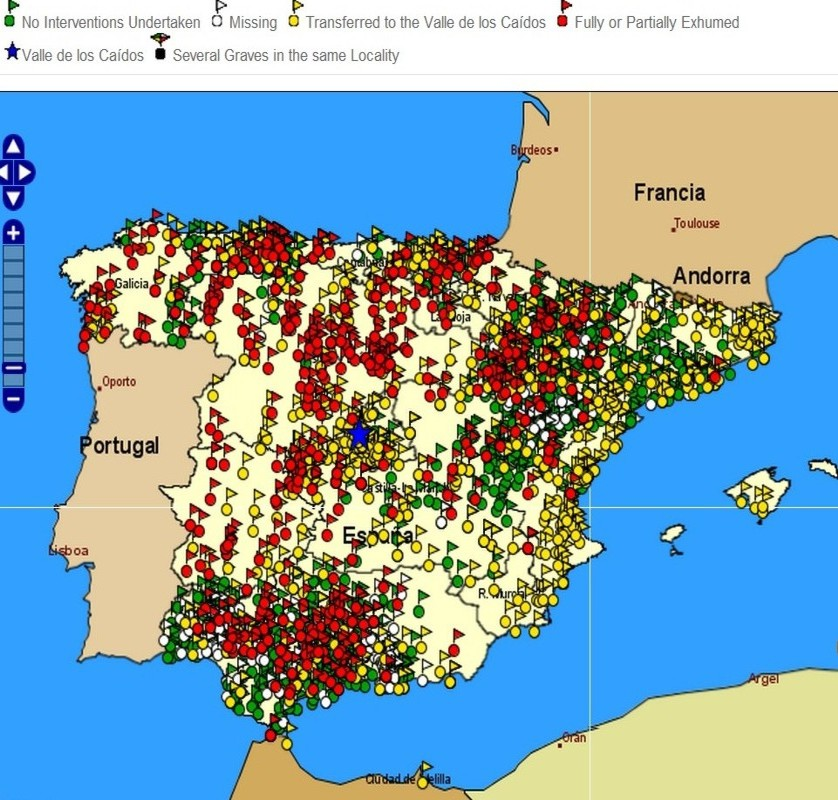
Mapa de fosas de la Guerra Civil Española. Localización de las fosas o lugares de enterramiento de las que se dispone información, según la actuación realizada sobre cada una de ellas. Fuente:Ministerio de Justicia de España

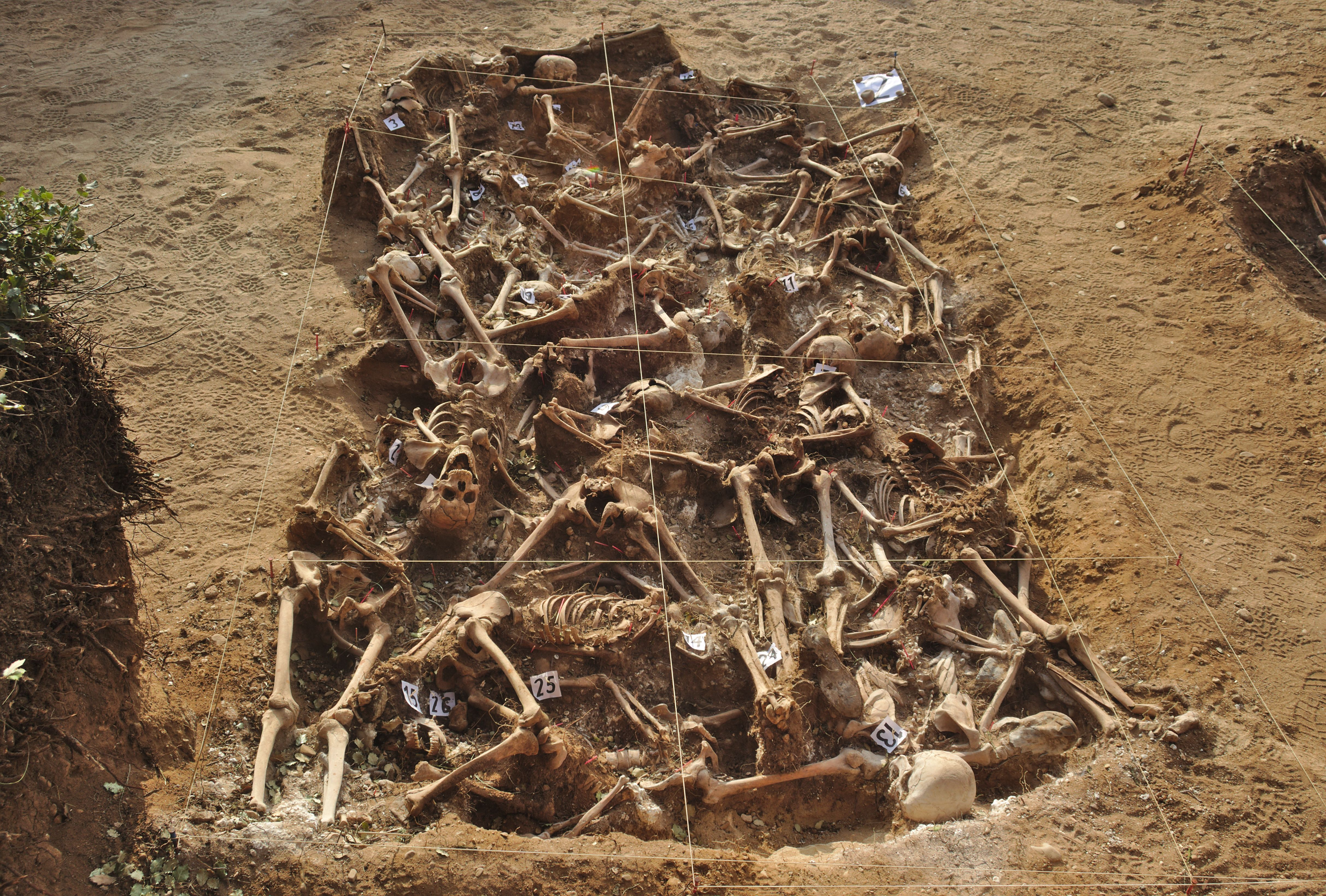
Fosa común en Estépar, provincia de Burgos, con 26 víctimas del bando republicano. La excavación tuvo lugar en los meses de julio y agosto del 2014.

El 18 de julio de 2007 varias asociaciones presentaron denuncias ante la Audiencia Nacional para la investigación de los crímenes y desapariciones del franquismo, pero éstas fueron desestimadas, ya que "los delitos habían prescrito o, en todo caso, estaban sujetos a la Ley de Amnistía de 1977". En septiembre de 2008, el juez de Instrucción número 5 de la Audiencia, Baltasar Garzón, volvió a impulsar estas denuncias, aportando los nombres de 130 000 desaparecidos. La Fiscalía de la Audiencia Nacional alegó que los delitos de genocidio y crímenes de lesa humanidad no estaban tipificados en el Código Penal de 1932, que regía cuando se cometieron, y que no se podrían aplicar con carácter retroactivo; que los secuestros con desaparición no son delitos permanentes; que tanto los delitos como sus penas habrían prescrito y que los hechos no pueden ser considerados como crímenes contra la Humanidad. No obstante, Garzón se declaró competente para instruir el caso y, amparándose en que son delitos que no prescriben, imputó al régimen franquista, el 14 de octubre de 2008, un delito de genocidio, considerando que dichos asesinatos correspondían a una campaña de exterminio del enemigo político organizada desde el régimen. Finalmente, el 18 de noviembre, el juez declaró extinguida la responsabilidad penal de Franco y de otros 44 altos mandos de su gobierno, tras haber comprobado el acta de defunción de todos ellos. Además transmitió la investigación de los crímenes a los juzgados de instrucción de las provincias en que están las fosas comunes.
En 2010, el juez del Tribunal Supremo Luciano Varela admitió a trámite una querella interpuesta por Falange Española contra Garzón acusándole de prevaricación por asumir la causa contra el franquismo, al entender que sabía que no era competente para ello. Se le reprochaba, entre otras cosas, haber ignorado la existencia de la Ley de Amnistía de 1977, pero numerosos juristas sostienen que el derecho internacional establece claramente que dichos crímenes no pueden ser objeto de amnistía. Para Amnistía Internacional es la Ley de Amnistía de 1977, "que impide iniciar procesamientos por delitos de derecho internacional, la que supone un incumplimiento de las obligaciones contraídas por España en virtud del derecho internacional". El 27 de febrero de 2012 el Tribunal Supremo dictó sentencia absolviendo a Garzón de la acusación formulada.
Algunos medios señalaron la incoherencia de Baltasar Garzón al archivar la querella contra Santiago Carrillo y, en cambio, abrir una investigación de los crímenes del franquismo. Este hecho fue mencionado también por el letrado de la acusación popular contra el juez Garzón por presunto delito de prevaricación por investigar los crímenes del franquismo. Dicho letrado incorporó a su informe como antecedente el auto de Garzón en el que archivó una querella contra Santiago Carrillo por las matanzas de Paracuellos.
En enero de 2009, el Comité de Derechos Humanos amonestó a España por "el mantenimiento en vigor de la Ley de Amnistía" de 1977 y recordó que "los delitos de lesa humanidad son imprescriptibles" y las amnistías "relativas a las violaciones graves de los derechos humanos son incompatibles con el pacto". El Gobierno de España respondió cuestionando la competencia del Comité en dicha materia y recordando que la Ley de Amnistía fue una demanda de toda la oposición al franquismo que contribuyó a la transición a la democracia.

### Condena por apología
En junio de 2010 se produjo la primera condena en España por apología del genocidio a través de Internet. Un joven de 23 años fue condenado a dos años de prisión por un juzgado de Barcelona por difundir a través de la red contenidos justificando el Holocausto y en apología de Adolf Hitler y Joseph Goebbels. Además, durante el registro del domicilio del acusado, se encontró abundante documentación y propaganda nazi.

## Posición del Tribunal Supremo
Dejando aparte la condena por apología del genocidio, la resolución judicial más relevante sobre la cuestión fue la ya citada sentencia dictada por el Tribunal Supremo en el "caso Scilingo". Durante la instrucción del procedimiento, el delito de genocidio se consideró aplicable al caso. Sin embargo, la postura jurídica tradicional y mayoritaria consideraba que las víctimas de la represión de la dictadura argentina eran un grupo político y, por tanto, excluido del delito de genocidio conforme a las redacciones tanto de la Convención para la Prevención y la Sanción del Delito de Genocidio como del Código Penal de España. Para intentar salvar este obstáculo, la acusación buscó varios argumentos.
En primer lugar se intentó considerar que las víctimas constituían un "grupo social". Se argumentó que, entre 1971 y 1983 (época de los hechos enjuiciados), el Código Penal español incluía la palabra "social" entre el listado de grupos que podían ser víctimas del genocidio. Se consideró que tal expresión abarcaba también a los grupos políticos. Sin embargo, esa interpretación suponía ignorar que el texto vigente en la actualidad no incluye ya la palabra "social", por lo que resultaba más beneficiosa para el reo su aplicación retroactiva de conformidad con la legislación española y las normas internacionales.
En segundo lugar, la Audiencia Nacional apostó por considerar que las víctimas integraban un "grupo religioso". Afirmó que, aunque muy heterogéneo, era un grupo diferenciado. Planteó en su Auto de 25 de marzo de 1998 que "los grupos ideológicos o políticos deberían ser tratados igual que los religiosos, pues ambos tienen una idea común (la ideología) que une a sus miembros". Afirmaba también que el fundamento de los represores argentinos fue preservar la moral cristiana. Este argumento también fue rechazado por el Tribunal Supremo por entender que, aunque la religión jugó cierto papel en los hechos, resulta difícil afirmar que las víctimas fueron elegidas con este criterio. El Fundamento Décimo (2) afirma que "es intrascendente que las razones de exterminar un grupo nacional, étnico, racial o religioso sean nacionales, étnicas, raciales o religiosas o sean cualesquiera otras diferentes; lo que importa es que el grupo se identifique y se diferencie de otros por razones nacionales, étnicas, raciales o religiosas, y que los individuos sean perseguidos por su pertenencia real o aparente a tal grupo, con la finalidad de lograr la destrucción del mismo".
En tercer lugar se intentó cobijar a las víctimas bajo la consideración de "grupo nacional". Alguna resolución de la Audiencia afirmaba que las víctimas constituían un grupo nacional por haber sido eliminados en función de su pertenencia a ciertos colectivos, sectores o grupos que no encajaban en la concepción de nación manejada por el régimen. Posteriormente se argumentó que había que adaptar el texto del delito a la sociedad del momento y entender la expresión "grupo nacional" no como "grupo formado por personas que pertenecen a una misma nación" (que es la concepción tradicional y mayoritaria) sino como "grupo humano nacional, grupo humano diferenciado, caracterizado por algo, integrado en una colectividad mayor". La Sentencia dictada en primera instancia acogió esta última postura, defendiendo una interpretación extensiva del texto penal. El Tribunal Supremo rechazó tajantemente esta interpretación por constituir una extensión analógica en perjuicio del reo. Además, el alto tribunal rechaza explícitamente la idea del "autogenocidio", es decir, el genocidio perpetrado por miembros de un grupo nacional contra miembros del mismo grupo nacional.
Aunque el criterio final del Tribunal Supremo de condenar a Scilingo por delitos comunes es el mismo que han seguido los tribunales argentinos en casos similares (condenas de Miguel Etchecolatz y Christian Von Wernich), y aunque cabe pensar que constituya un precedente importante en casos futuros, la Sentencia fue enormemente discutida y polémica. Prueba de ello es que cuatro de los quince magistrados que componían la sala emitieron votos particulares discrepantes; uno de ellos a favor de la condena por genocidio. También la doctrina jurídica se encuentra muy dividida al respecto.

### Votos particulares
Tres de los magistrados discrepantes coincidían con la opinión mayoritaria de que el delito de genocidio no incluye los ataques contra "grupos políticos". Sin embargo, sostuvieron que la sentencia debería haber sido absolutoria por varios motivos diferentes, que iban desde la inexistencia de suficientes pruebas de la culpabilidad de Scilingo hasta la falta de jurisdicción de los tribunales españoles para enjuiciar delitos comunes cometidos en el extranjero por un ciudadano argentino contra víctimas no españolas.
Por su parte, el magistrado Joaquín Giménez García fue el único que se pronunció a favor de la condena por un delito de genocidio. Considera que las leyes deben ser interpretadas teniendo en cuenta la realidad del tiempo en que se aplican y que, dada la imprecisión y vaguedad del término "grupo nacional", éste debería ser interpretado por el Tribunal Supremo en el sentido de abarcar a "grupos políticos de la misma nacionalidad"; considera que esa venía siendo la interpretación de los tribunales españoles hasta esta sentencia, si bien reconoce que es la primera vez que el Tribunal Supremo aborda la cuestión; opina que este tipo de interpretación no constituiría analogía en perjuicio del reo, sino rellenar un vacío ocasionado por la indefinición de la norma; alega en su favor el hecho de que Francia ha tipificado el delito de genocidio de una forma amplia que permite la inclusión de todo tipo de grupos; e incluso invoca la definición de genocidio contenida en el diccionario de la Real Academia Española. Sin embargo, es esta una postura minoritaria en la doctrina.